# ザ・スター リバイバル
『ザ・スター リバイバル』は、2013年10月19日から2014年10月3日までBSフジで放送されていた音楽番組。

## 概要
本番組は、1981年から1983年にかけて、フジテレビが地上波関東ローカル深夜枠にて放送していた『ザ・スター』という音楽番組をベースとするものである。『ザ・スター』は、1ヶ月ごとにひとりの歌手を“マンスリーゲスト”に招いてスポットを当て、自身の持ち歌や歌いたい歌などをワンマンライブの形でじっくりと歌い聴かせるというコンセプトの番組であった。
地上波放送時代には美空ひばり、北島三郎、五木ひろし、森進一、西城秀樹、桜田淳子、松田聖子などといった当時の一線級歌手が出演した。
2012年にフジテレビの倉庫から『ザ・スター』の映像VTRが発見され、美空ひばり編（1981年4月）の映像を再構成して『ザ・スター 美空ひばり〜大人の音楽祭〜』と題して劇場映画の形で公開された。
前年発見された『ザ・スター』での歌手の映像を基に、福留功男を司会に、現在の当人をスタジオゲストに招き、当時の歌唱映像を振り返りながら福留とゲストが当時の話を語り合うと共に、ゲストがスタジオでも現在の歌を披露するという番組。
最終回となった2014年10月3日（総集編スペシャル）は本来の土曜日の放送ではなく、金曜日の放送であった。
2015年に「あなたの歌謡リクエスト」の特別編として美空ひばりスペシャルが再放送された。
2018年5月26日には西城秀樹（5月16日没、享年63）の追悼特番として『さようなら 永遠のヤングマン 西城秀樹 〜ザ・スター リバイバル〜』（12:00 - 12:55）と題し、西城出演の回がアンコール放送された。

## 出演者
- 司会：福留功男

### 出演歌手
- 八代亜紀（第1回：2013年10月19日）
- 西城秀樹（第2回：2013年10月26日）
- 五輪真弓（第3回：2013年11月2日）
- 美空ひばり（第4回：2013年11月9日・第18回：2014年6月7日）※ゲストはひばりの長男・加藤和也
- 小柳ルミ子（第5回：2013年11月16日）
- 伊東ゆかり（第6回：2013年11月23日）
- 野口五郎（第7回：2013年11月30日）
- 小林旭（第8回：2013年12月7日）
- 森山良子（第9回：2013年12月21日）
- 森進一（第10回：2014年1月4日）
- 北島三郎（第11回：2014年1月11日）
- 森昌子（第12回：2014年1月18日）
- 五木ひろし（第13回：2014年4月19日）
- 阿川泰子（第14回：2014年4月26日）
- 梓みちよ（第15回：2014年5月3日）
- 岩崎宏美（第19回：2014年9月13日）